# Regiunile statului Chile
Republica Chile este împărțită în 15 regiuni (în spaniolă, regiones; singular región), care reprezintă nivelul superior al organizării administrative a țării. Fiecare regiune este condusă de un intendent (intendente), numit în funcție de președintele țării, și un consiliu regional (consejo regional) ales indirect.
Regiunile sunt mai departe împărțite în 54 de provincii (diviziuni administrative de nivelul doi), care la rândul lor sunt împărțite în comune.

## Lista regiunilor
| Număr | Denumire                                                                                   | Capitală     | Suprafață (km2) | Populație |
| ----- | ------------------------------------------------------------------------------------------ | ------------ | --------------- | --------- |
| I     | Tarapacá Región de Tarapacá                                                                | Iquique      | 42.225,8        | 298.257   |
| II    | Antofagasta Región de Antofagasta                                                          | Antofagasta  | 126.049,1       | 542.504   |
| III   | Atacama Región de Atacama                                                                  | Copiapó      | 75.176,2        | 290.581   |
| IV    | Coquimbo Región de Coquimbo                                                                | La Serena    | 40.579,9        | 704.908   |
| V     | Valparaíso Región de Valparaíso                                                            | Valparaíso   | 16.396,1        | 1.723.547 |
| VI    | Libertador General Bernardo O'Higgins Región del Libertador General Bernardo O'Higgins     | Rancagua     | 16.387          | 872.510   |
| VII   | Maule Región del Maule                                                                     | Talca        | 30.296,1        | 963.618   |
| VIII  | Bío Bío Región del Bío Bío                                                                 | Concepción   | 37.068,7        | 1.965.199 |
| IX    | La Araucanía Región de la Araucanía                                                        | Temuco       | 31.842,3        | 907.333   |
| X     | Los Lagos Región de Los Lagos                                                              | Puerto Montt | 48.583,6        | 785.169   |
| XI    | Aysén del General Carlos Ibáñez del Campo Región Aisén del General Carlos Ibáñez del Campo | Coihaique    | 108.494,4       | 98.413    |
| XII   | Magallanes y la Antártica Chilena Región de Magallanes y de la Antártica Chilena           | Punta Arenas | 132.291,1       | 159.152   |
| XIV   | Los Ríos Región de Los Ríos                                                                | Valdivia     | 18.429,5        | 363.887   |
| XV    | Arica y Parinacota Región de Arica y Parinacota                                            | Arica        | 16.873,3        | 213.595   |
| RM    | Regiunea Metropolitană Santiago Región Metropolitana de Santiago                           | Santiago     | 15.403,2        | 6.683.852 |

Not[: numărul populației este de la recensământul din 2012.